# Astronomija u 1952.
◄◄ | ◄ | 1949. | 1950. | 1951. | 1952.  | 1953. | 1954. | 1955. | ► | ►►
Arhitektura • Astronautika • Astronomija • Biologija • Film • Fotografija • Glazba • Kazalište • Kemija • Kiparstvo • Knjige • Književnost • Kršćanstvo • Meteorologija • Medicina • Planinarstvo • Politika • Pravo • Promet • Slikarstvo • Strip • Šport • Televizija • Znanost • Zrakoplovstvo • Željeznički promet
Astronomija u 1952.

## Svijet

### Rođenja
- Kesao Takamizawa, japanski astronom i entomolog, otkrivač periodičnog kometa 98P/Takamizawa

## Vanjske poveznice
|  | Zajednički poslužitelj ima još gradiva o temi Astronomija u 1952. |